# Горячеисточненская
Горячеисточненская (чечен. Коьрте) — станица в Грозненском районе Чеченской Республики. Административный центр Горячеисточненского сельского поселения.
В станице располагается администрация Грозненского муниципального района, хотя административным центром района является город Грозный.

## География
Село расположено у северного подножья Терского хребта, в 12 км к северо-востоку от города Грозный.
Ближайшие населённые пункты: на севере — село Толстой-Юрт (с которым станица фактически слилась), на северо-востоке — село Виноградное, на юго-востоке — село Петропавловская, на юге — село Алхан-Чурт (ныне в составе города Грозный) и на юго-западе — село Садовое.

## Этимология
Название станицы, а первоначально укрепления Горячеводского, произошло от выхода термальных минеральных источников Святой Екатерины, которые сливаясь образовывали реку Истису (Шельчихи).

## История

### В древности
В 1949—1950 годах на территории Грозненского района Севостьяновым М. П. был выявлен ряд древних городищ: Шеды-Юртовское, Ахкинбарзойское 1-е городище и Ахкинбарзойское 2-е, Первомайско-Алханчуртовское поселение и Бассинское 2-е городище. Среди них Кортинское 1-е и Кортинское 2-е (Горячеводские 1-е и 2-е городища).
На территории населённого пункта расположены следующие памятники культуры:
- Городище кобанской культуры — Горчеводское 1-е (Кортинское 1-е)
- Городище кобанской культуры — Горчеводское 2-е (Кортинское 2-е)
- Курганы скифской эпохи — Горячеводские (Кортинские) — около 10 курганов

#### Горячеводское 1-е городище
Обширное поселение и городище, занимает несколько возвышенностей с крутыми обрывистыми склонами, расположено на северо-западе станицы. Городище занимает обширную территорию, длина — 700 метров, ширана — 300. Защищено естественным рельефом (золмы, овраги) и мощными фортификационными сооружениями (рвы), особенно вблизи цитадели. При раскопках выявлено большое число материала, который учёными датируется периодом кобанской культуры скифского времени и ранним периодом аланской культуры.

#### Горячеводское 2-е городище
Расположено у подножья Терского хребта. Включает в себя восточный и западный участки, окруженные оборон территориальным рвом глубиной 4—6 метров. При повторном выявлени отрядом ООО «Кубаньархеология» совместно с ИА РАН в 2020 году памятник был назван «Городище Толстой-Юрт 1». Учёными датируется периодом кобанской культуры скифского времени.

#### Горячеводские курганы
Расположены в северных окрестностях, всего около 10 насыпей (курганов), следы грабительских раскопок очевидны. Вероятная, по словам учёных, датировка — период кобанской культуры скифского времени.

### XVII—XIX века
Горячеводские источники впервые упоминаются в «Книге Большого чертежа», составленной в 1627 году в Разрядном приказе, под названием «колодезь Горячей».
Лечебные свойства Горячеводских минеральных источников известны с давних времен. Уже в 1717 году по поручению Петра I лейб-медик Готлиб Шобер изучил и описал их в своем докладе. В 1770 году по поручению Академии наук Иоган Гюльденштедт обследовал источники. В 1772 году исследованием источников занимался академик Фальк, а в 1829 году — Янихен.
В 1829 году химик Герман произвел первые анализы воды, а в 1852 году повторный анализ источников провел профессор Зинин.
Горячеводское укрепление было заложено по приказу генерала А. П. Ермолова в 1818 году близ Давлетгереевского аула (Старый-Юрт) для обеспечения безопасного сообщения между крепостью Грозная и терскими казачьими станицами. Позже укрепление было дополнено другими русскими укреплениями: Николаевским мостовым на Тереке, Чеченской башней и Нефтяной башней.
В 1849 году при укреплении поселяется около тысячи душ обоего пола. Посёлок быстро разрастался, особенно этому способствовало наличие минеральных вод. С окончанием Кавказской войны укрепление теряет свое значение и в 1857 году было упразднено. Посёлок также начинает приходить в упадок. В 1872 году посёлок состоял из 55 дворов, в нем имелись Вознесенская церковь, казачье управление, госпиталь, карцер и две лавки.
Приказом по Терской области № 201 от 5 ноября 1892 года, посёлок Горячеводский получил статус станицы с наименованием.

### XX век
В 1906 году в станице числилось 65 дворов и 436 жителей.
Приказом по Терскому войску № 727 20-22 ноября 1908 года утверждено переименование от 3 октября 1908 года станицы в Барятинскую. В 1913 году станица состояла уже из 200 дворов и проживало в ней 1452 жителя. При станице был хутор Сорохтинский, а на Староюртовском хребте располагался православный монастырь. В этот период — самый южный населённый пункт, где большинство жителей использовали в бытовом общении южнорусские (курско-орловские) говоры.
В период гражданской войны жители станицы не участвовали в казачьем восстании, но после его подавления вынуждены были бросить станицу и бежать за Терек. С течением времени часть жителей вернулась. В 1926 году станица была включена во вновь созданный Петропавловский район состоявший из бывших казачьих станиц.
С 1929 по 1933 г. носила статус курортный посёлок и название Горячеводск.
1 августа 1934 года ВЦИК постановил «образовать в Чечено-Ингушской автономной области новый Грозненский район с центром в городе Грозном, включив в его границы территорию ликвидируемого Петропавловского района».
Постановлением Президиума ВЦИК РСФСР от 23 января 1935 года, путём разукрупнения Надтеречного и Грозненского районов, был создан Старо-Юртовский район с центром в станице Горячеисточненской.
С 1935 по 1956 года являлся центром Старо-Юртовского (с 1944 года Горячеисточненского) района.

## Население
| 1939  | 1990  | 2002  | 2010  | 2012  | 2013  | 2014  |
| ----- | ----- | ----- | ----- | ----- | ----- | ----- |
| 903   | ↗1307 | ↗1968 | ↘1617 | ↗1666 | ↗1681 | ↗1694 |
| 2015  | 2016  | 2017  | 2018  | 2019  | 2020  | 2021  |
| ↗1722 | ↗1737 | ↗1770 | ↗1808 | ↗1823 | ↗1845 | ↗1899 |
| 2023  | 2024  |       |       |       |       |       |
| ↗1919 | ↗1930 |       |       |       |       |       |

Национальный состав
По данным Всероссийской переписи населения 2010 года:
| Народ   | Численность, чел. | Доля от всего населения, % |
| ------- | ----------------- | -------------------------- |
| чеченцы | 1541              | 95,30 %                    |
| аварцы  | 35                | 2,16 %                     |
| кумыки  | 27                | 1,67 %                     |
| другие  | 14                | 0,87 %                     |
| всего   | 1617              | 100,00 %                   |

## Образование
- Горячеисточненская муниципальная средняя общеобразовательная школа[31].